# Psathyrella candolleana
Psathyrella candolleana es una especie de hongo en la familia Psathyrellaceae. Es frecuente en zonas de césped o  pasturas en Europa y América del Norte. Existe un registro de que en el 2014, fue observado en  Irak. Toma colores entre el blanco y el marrón dorado. El sombrero mide de 3 a 8 cm de diámetro, e inicialmente es cónico, posteriormente se torna redondeado y finalmente sus bordes se vuelven para arriba al madurar. El borde del sombrero es irregular y asimétrico en sentido radial lo que es una característica distintiva de la especie. La esporada es morada-marrón, mientras que las esporas son suaves y elípticas, midiendo entre 6.5–8 por 4–5 µm. Su designación candolleana hace referencia al botánico suizo Augustin Pyramus de Candolle.
Si bien es comestible, no se lo recomienda a causa de su pobre valor culinario y consistencia, como también por la dificultad en  identificarlo. En Haití son un alimento común conocido como djondjon, como en el famoso plato diri djondjon ('arroz con hongo negro').